# Daniël Schellinks

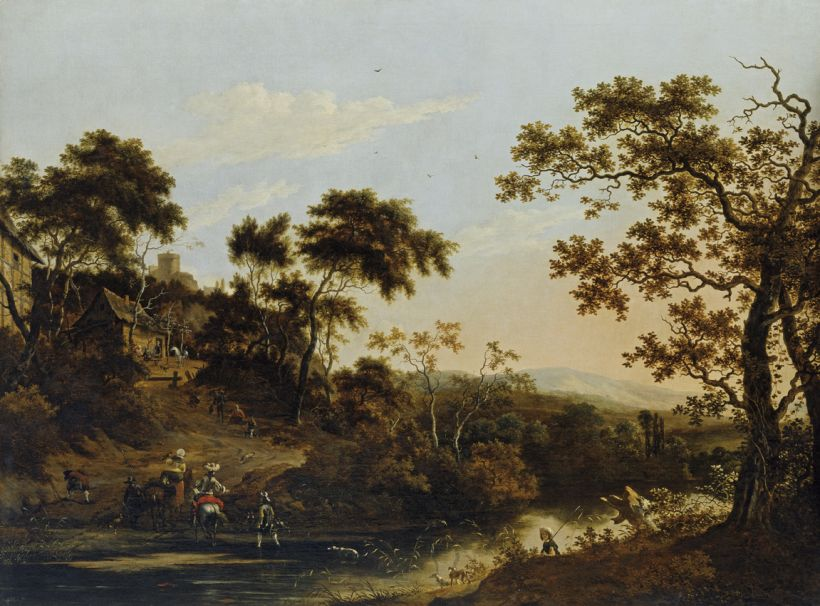
Paisaje fluvial con cazadores

Daniël Schellinks o Daniël Schellincks o Schellinger o Schellinx (bautizado el 11 de noviembre de 1627 - enterrado el 23 de septiembre de 1701) fue un comerciante de sedas holandés, pintor aficionado y dibujante de paisajes italianos y escenas marinas.

## Vida
Daniël Schellinks nació en Ámsterdam como hermano menor del pintor Willem Schellinks. Poco se sabe sobre la vida, la formación o el desarrollo artístico de Schellinks. Mientras que su hermano Willem se formó como artista y se especializó en imágenes atmosféricas de estilo italiano, Daniël no parece haber tenido una formación artística formal.

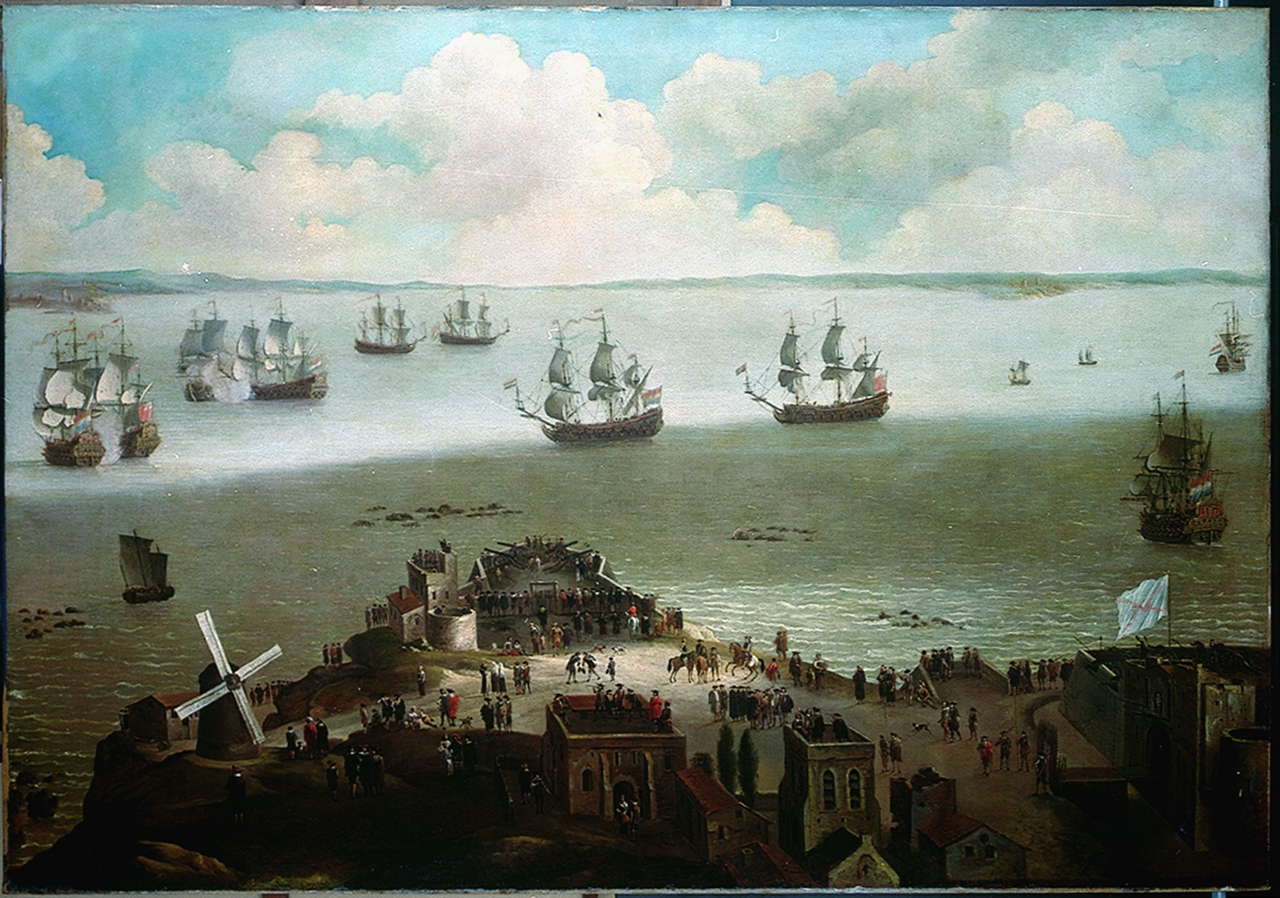
El Tiger tomando el Schakerloo en el puerto de Cádiz el 23 de febrero de 1674

Ambos hermanos Schellinks visitaron Italia. Willem Schellinks estuvo en Roma en 1664. Cuando Daniël se casó en 1662, se convirtió en el dueño de un negocio de venta de tejidos de seda.

## Obra
Solo unas pocas obras se atribuyen con seguridad a Daniël Schellinks. Casi todas están basadas en obras de su hermano mayor, Willem. La profesión de Daniël era comerciante de seda y era solo un artista aficionado. Se cree que muchas de sus obras se han atribuido erróneamente a otros artistas.
Daniël y su hermano Willem forman parte de los artistas del género paisajístico activos en los siglos XVI y XVII que representaron escenas italianas, reales o imaginarias. Se les conoce como los "italianos". Fueron influenciados por modelos italianos e intentaron capturar la luz mediterránea a través de un estilo de pintura colorido con delicados efectos atmosféricos. Si bien algunos de ellos visitaron e incluso trabajaron en Italia, algunos nunca lo hicieron, pero para sus escenas italianizantes confiaron en las obras de artistas que de hecho habían estado allí y habían traído el estilo italiano a su país natal a su regreso. El pintor arquitectónico holandés Jan van der Heyden, por ejemplo, probablemente nunca visitó Italia, pero se cree que utilizó algunos de los dibujos de Daniël Schellinks para sus pinturas de estilo italiano.

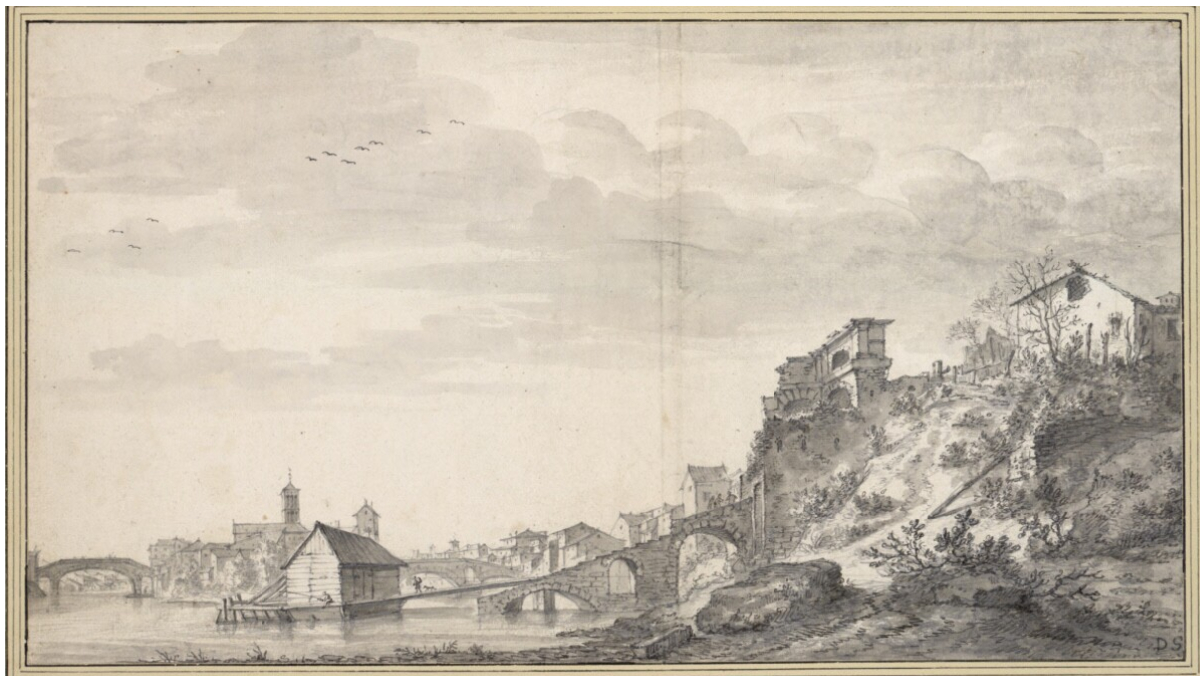
Vista del Tíber en Trastevere con la isla del Tíber

Como su hermano, Daniël también pintó algunas escenas marinas.